# Barbara Brückner
Barbara Brückner (* 20. Jahrhundert) ist eine deutsche Filmeditorin beim Südwestrundfunk.

## Leben
Barbara Brückner ist seit Mitte der 1990er Jahre für den Südwestrundfunk tätig, zunächst einige Jahre als Schnitt-Assistentin und seit 2000 als Filmeditorin. Zu ihren Arbeiten gehören Serien und Fernsehfilme, darunter diverse Tatort-Episoden. Für die Folge Anne und der Tod wurde sie 2020 mit dem Deutschen Fernsehpreis (bester Schnitt/Fiktion) ausgezeichnet.

## Filmografie (Auswahl)
- 2002: Schätze der Welt (Dokumentarreihe, 3 Folgen)
- ab 2010: Tatort (Fernsehreihe)
  - 2010:  Hauch des Todes
  - 2011:  Tod einer Lehrerin
  - 2012:  Schmuggler
  - 2012:  Tote Erde
  - 2013:  Happy Birthday
  - 2014:  Winternebel
  - 2015:  Die Sonne stirbt wie ein Tier
  - 2015:  Der Inder
  - 2016:  HAL
  - 2019:  Anne und der Tod
  - 2019:  Hüter der Schwelle
  - 2021:  Das ist unser Haus
  - 2022:  Saras Geständnis
  - 2022:  Die Blicke der Anderen
  - 2023:  Das geheime Leben unserer Kinder
  - 2024:  Avatar
  - 2025: Der Stelzenmann
- 2016: Die Fallers – Die SWR Schwarzwaldserie (Fernsehserie, 5 Folgen)
- 2017: Königin der Nacht